# Adam Kokesh
Adam Charles Kokesh (1 de febrer de 1982) és un activista polític llibertari estatunidenc, presentador de ràdio, autor i candidat presidencial del Partit Llibertari de 2020 amb l'únic punt programàtic de "dissoldre ordenadament el govern federal".
Kokesh ha sigut sergent del Cos de Marines dels Estats Units, i va servir a la guerra d'Iraq de 2004. Després de tornar de l'Iraq, va convertir-se en activista contra la guerra i defensor del grup Iraq Veterans Against the War. Va esdevenir presentador d'un programa de ràdio el 2011, quan el seu programa de TV, ràdio i internet Adam vs. The Man va rebre una llicència de l'afiliat de Russia Today als Estats Units, fins que al cap d'uns mesos es va cancel·lar per una queixa de la Comissió Electoral Federal.
Va captar l'atenció nacional després que una fotografia seva aparegués en diversos diaris, incloent-hi la portada de Los Angeles Times, en una protesta durant la declaració d'Alberto Gonzales al Congrés sobre els acomiadaments de fiscals dels EUA.
Kokesh és defensor del voluntarisme i ha organitzat i participat en moltes manifestacions polítiques contra el govern, en algunes de les quals ha estat detingut.